# سوسک‌های چرخان
سوسک‌های چرخان یا آب‌چرخه‌ها (نام علمی: Gyrinidae) نام یک خانواده از زیرراسته پرخواران است. شنای این سوسک‌ها بر روی آب به صورت چرخنده است. حشرات بالغ در رودخانه‌ها، نهرها، حوض‌ها، دریاچه‌ها و کنار سواحل به صورت دسته جمعی دیده می‌شوند. این سوسک‌ها از یک نوع سیستم صوتی برای جستجو در زیر آب استفاده می‌کنند. این سوسک‌ها برای تأمین نیازهای تنفسی به‌طور منظم به سطح آب می‌آیند، همچنین شناگرهای خوبی هستند. حشرات بالغ آن‌ها از مواد گیاهی و حیوانی در حال پوسیدن تغذیه می‌کنند در حالی که لارو آن‌ها شکارگر هستند.

## ریخت‌شناسی
مهم‌ترین مشخصه سوسک‌های چرخنده، تقسیم شدن چشم‌های مرکب به دو قسمت می‌باشد که موجب شده این حشرات دارای دو جفت چشم مرکب شوند که در حشرات این حالت منحصر به‌فرد است. این حالت امکان مشاهدهٔ سطح و زیر آب را به‌طور همزمان ممکن می‌سازد. در این حشرات پاهای جلو بلند است د رحالی که پاهای وسط و عقب کوتاه و پهن هستند. بدن حشرات بالغ مسطح، کشیده و تخم مرغی شکل است و به رنگ تیره یا سبز براق دیده می‌شود. 